# Manuel Esperón
Manuel Esperón González (* 3. August 1911 in Mexiko-Stadt; † 13. Februar 2011 in Cuernavaca) war ein mexikanischer Filmkomponist.

## Leben
Esperón war der Sohn des Bergbauingenieurs Manuel Esperón Alcalá, der seinerseits ein Enkel des Komponisten Macedonio Alcalá war, und der Konzertpianistin Raquel González Cantú, und er war der Cousin des Komponisten Ignacio Fernández Esperón (Tata Nacho). Er erhielt als Kind Musikunterricht von seiner Mutter und war ab dem vierzehnten Lebensjahr Schüler von Alfredo Carrasco. Er begann ein Ingenieurstudium am Instituto Politécnico Nacional, das er aber bereits nach drei Monaten abbrach, studierte Malerei und Bildhauerei an der Academia de San Carlos und besuchte schließlich die Escuela Popular de Música.
Seine Laufbahn als Filmmusikkomponist begann 1933 mit dem Film La mujer del Puerto, für den er den Titelsong nach einem Text von Ricardo López Méndez sowie einen Teil der Hintergrundmusik komponierte. In der Folgezeit komponierte er mehr als 500 Filmmusikern und 950 Songs. Walt Disney engagierte ihn 1944 für den Film Drei Caballeros, für den er die Musik gemeinsam mit Agustin Lara, Ary Barroso und Ernesto Cortázar schrieb. Er komponierte für die Stars des Goldenen Zeitalters des mexikanischen Films wie Pedro Infante und Jorge Negrete (u. a. Amorcito Corazón, Mi Cariñito, A la Orilla del Mar),  für María Félix, Elsa Aguirre, María Elena Marquez, Silvia Pinal, María Antonieta Pons, Libertad Lamarque, Irma Dorantes, Lola Beltrán, Ernestina Garfias, Antonio Aguilar, Luis Aguilar, Javier Solís, Manuel Capetillo, Demetrio González, Cantinflas, Tin Tán, Joaquín Pardavé, Alberto Vázquez und viele andere.
Er vertonte Gedichte von Ricardo López Méndez, Pedro de Urdimalas, Felipe Bermejo, Zacarías Gómez Urquiza und vor allem Ernesto Cortázar, schrieb sinfonische Arrangements von Liedern mexikanischer Komponisten wie Guty Cárdenas, Ricardo Palmerín, Pepe Guízar, José Alfredo Jiménez, Alfredo Carrasco und Agustín Lara, komponierte die Rhapsodie Mexico 1910 und arrangierte Valses Clásicos del México Romántico für Sinfonieorchester, gemischten Chor und Koloratursopran. Er wurde vielfach ausgezeichnet, u. a. mit dem Premio Nacional de Ciencias y Artes.

## Filmografie (Auswahl)
- 1942: Cuando viajan las estrellas
- 1942: Las cinco noches de Adán
- 1942: El circo
- 1942: Así se quiere en Jalisco
- 1942: Yo bailé con don Porfirio
- 1949: Der große Lebemann (El gran calavera)
- 1950: Ohne Gnade ist die Nacht (Angeles de Arrabal)
- 1951: Der Arm des Bösen (My Outlaw Brother)
- 1951: Die Tochter der Lüge (La hija del engano)
- 1956: Platillos Voladores
- 1961: Die Verdammten vom Rio Grande (Juana Gallo)
- 1962: El caballo blanco
- 1967: Companeros (The Bandits)
- 1967: La guerrillera de Villa
- 1969: El pecado de Adán y Eva